# Wuling Hongguang S1
Wuling Hongguang S1 – samochód osobowy typu minivan klasy kompaktowej produkowany pod chińską marką Wuling w latach 2015–2017 oraz na rynku indonezyjskim od 2017 roku.

## Historia i opis modelu

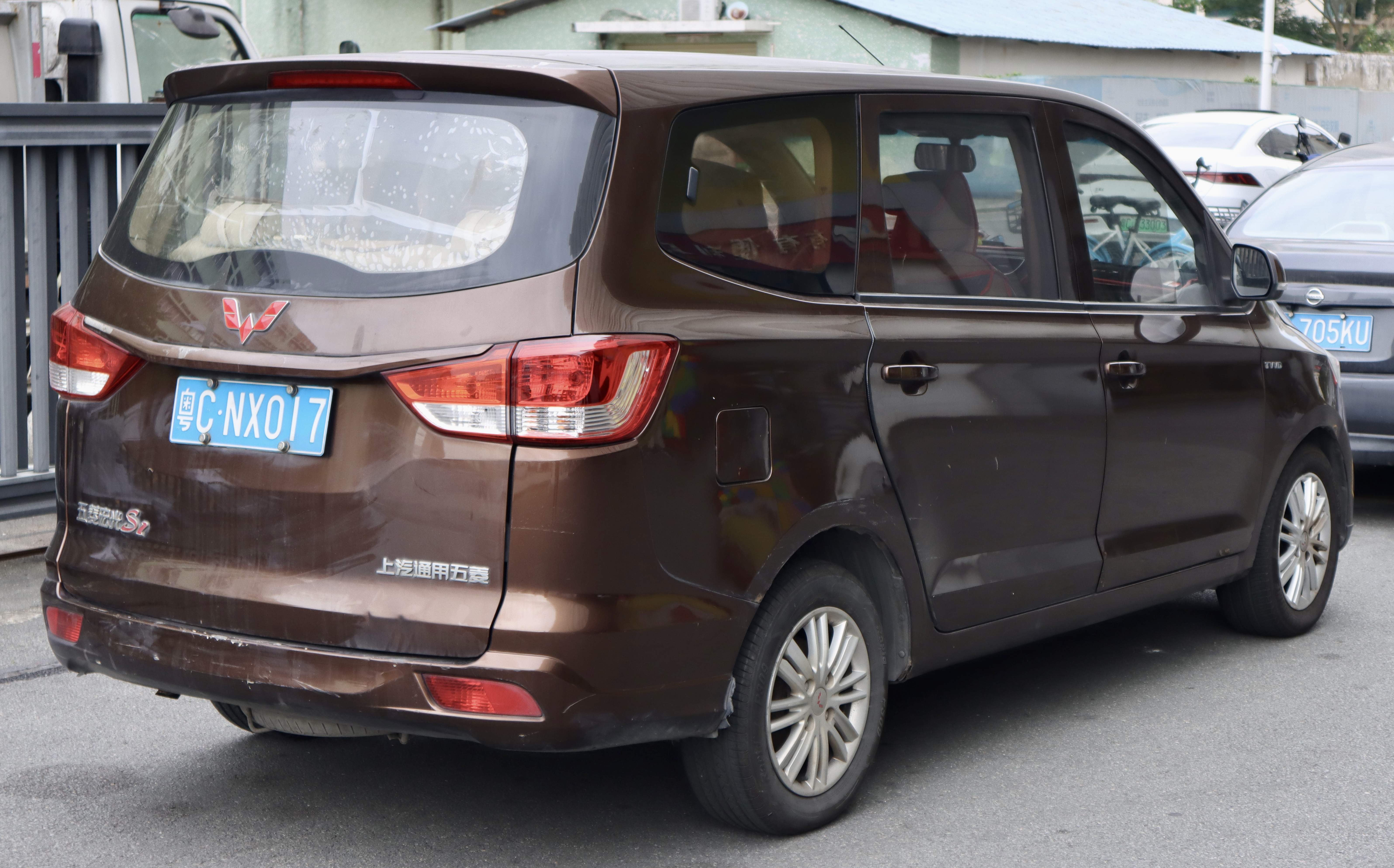
Wuling Hongguang S1 - tył

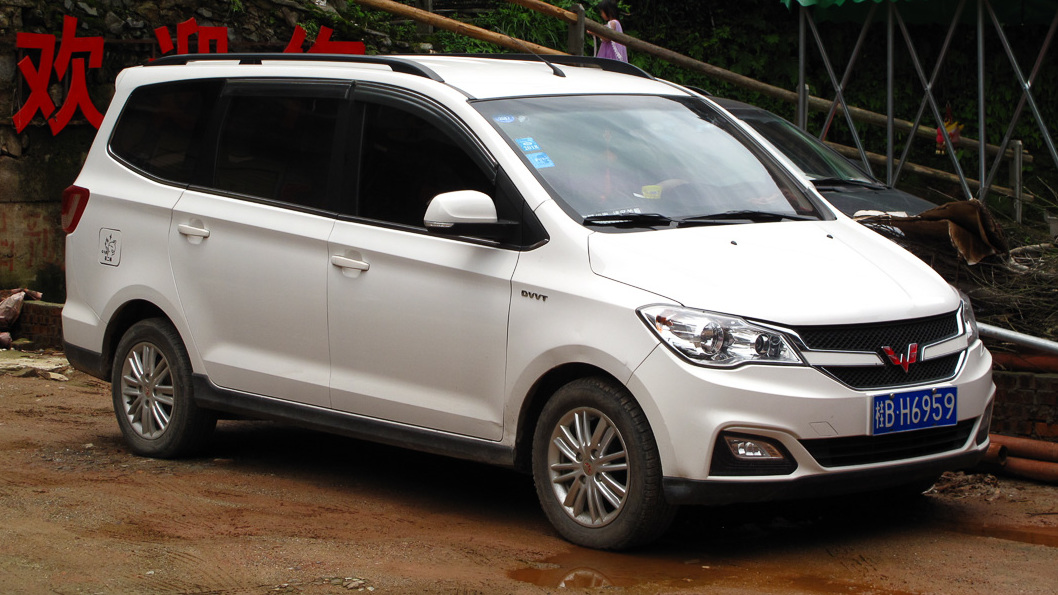
Wuling Hongguang S1 - sylwetka

Minivan Hongguang S1 poszerzył ofertę Wulinga w sierpniu 2015 roku jako nowy model z rodziny modelowej Hongguang, wdrażając jednocześnie kolejną odsłonę języka stylistycznego chińskiego producenta. Pod kątem wizualnym samochód wyróżniły tradycyjne foremne proporcje nadwozia z chromowanymi akcentami oraz nowocześniejszymi, bardziej płynnymi liniami nadwozia, które podtyktowały także kształt reflektorów, atrapy chłodnicy i przetłoczeń na nadwoziu.
Projektując Hongguanga S1, Wuling za priorytet obrał przestronność i komfortowe warunki podróży, a także zwiększenie ekonomii użytkowania wraz z bogatszym wyposażeniem pod kątem systemów bezpieczeństwa. Wystrój kabiny pasażerskiej wzbogaciły akcenty łączące lakier fortepianowy i imitację chromu.
Gamę jednostek napędowych utworzył jeden, czterocylindrowy silnik benzynowy o pojemności 1,5-litra typu P-TEC DVVT, który dopracowany został pod kątem niższego średniego zużycia paliwa.

### Sprzedaż
Sprzedaż Wulinga Hongguanga S1 rozpoczęła się tuż po premierze z sierpnia 2015 roku, jednak wyniki sprzedaży nie okazały się satysfakcjonujące dla producenta i już w 2017 roku produkcję w Chinach zakończono na rzecz następcy, SUV-a Hongguang S3.

### Silniki
- R4 1.2l
- R4 1.5l

### Wersja indonezyjska

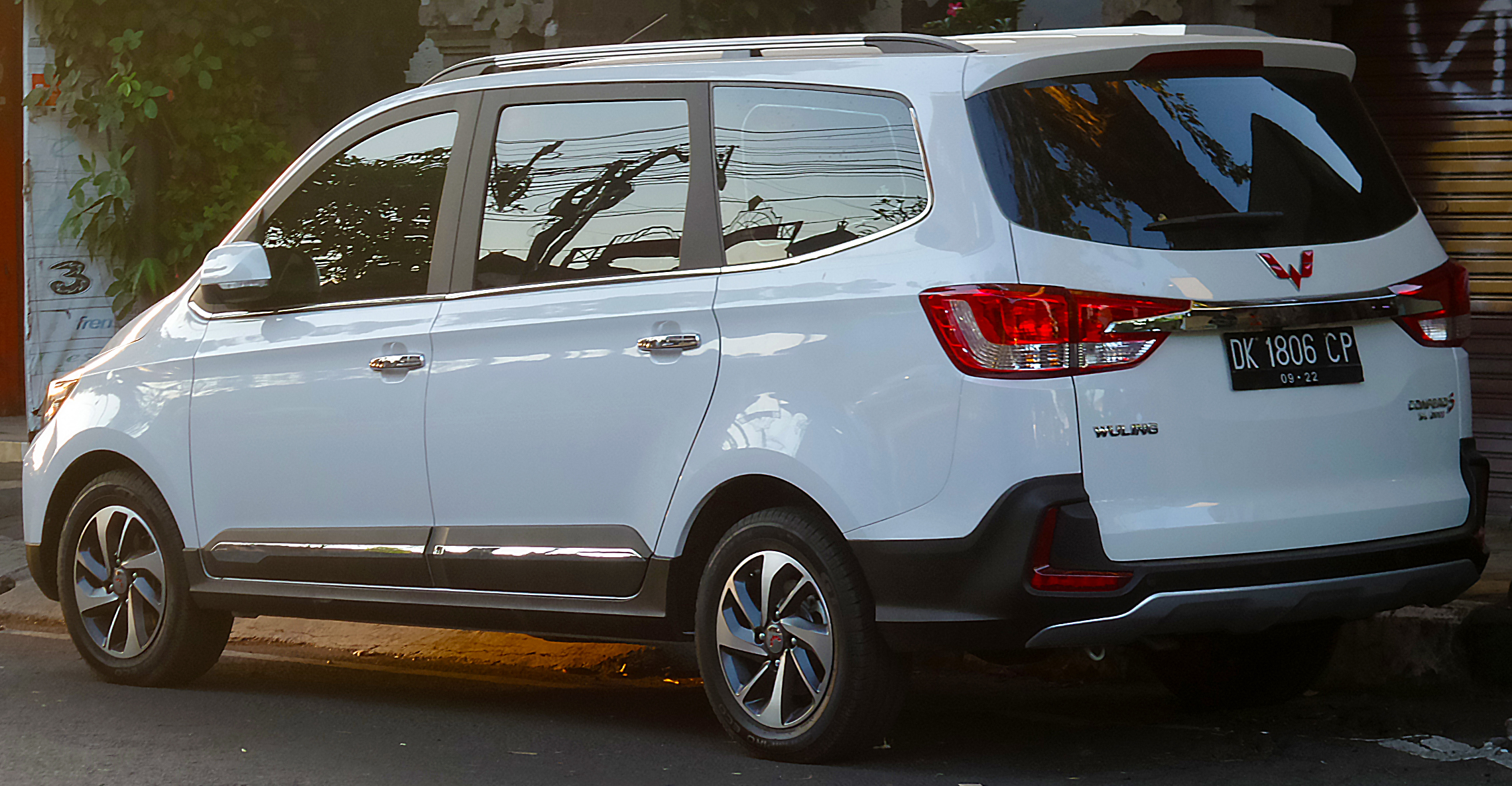
Wuling Confero S - tył

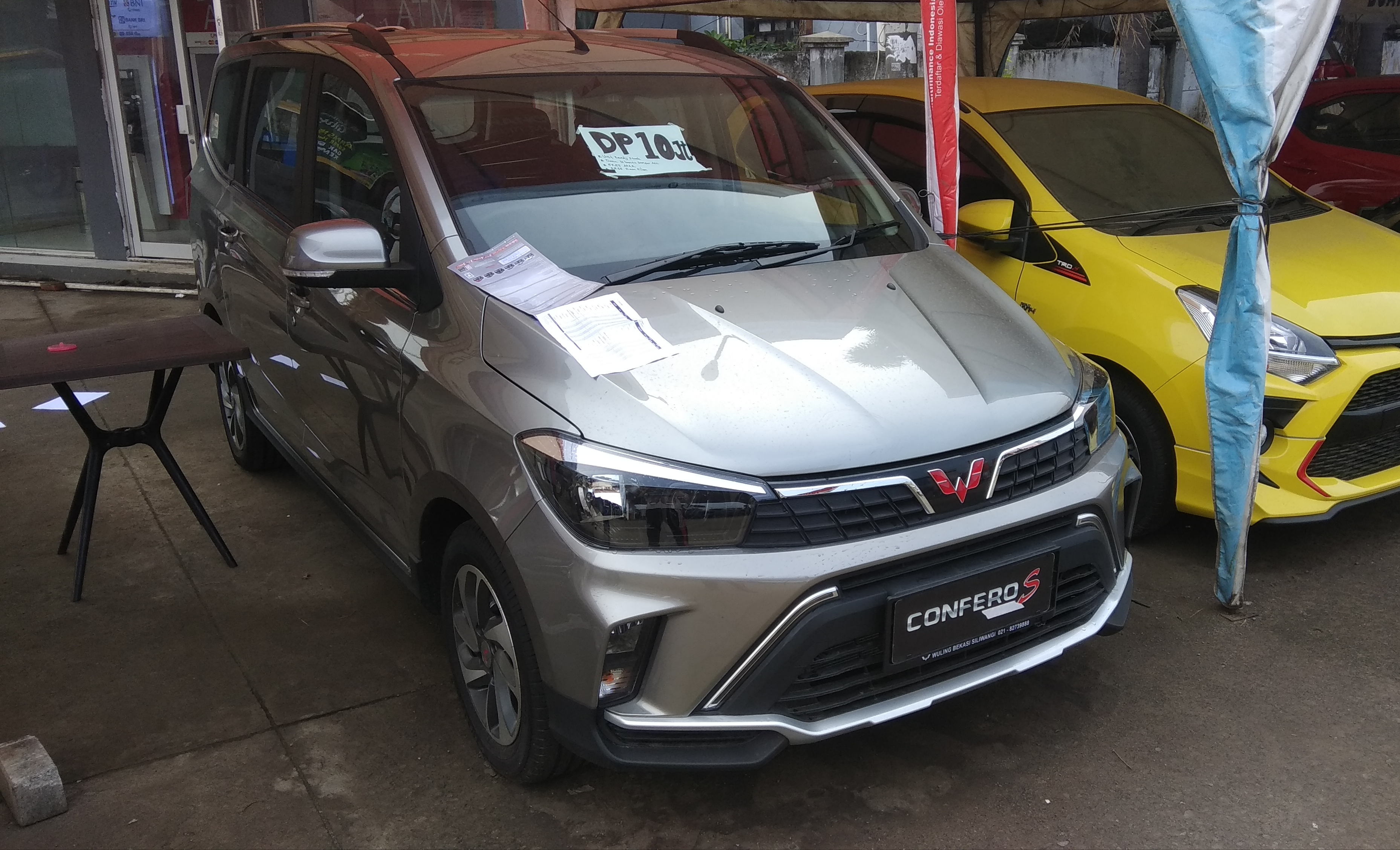
Wuling Confero S po liftingu

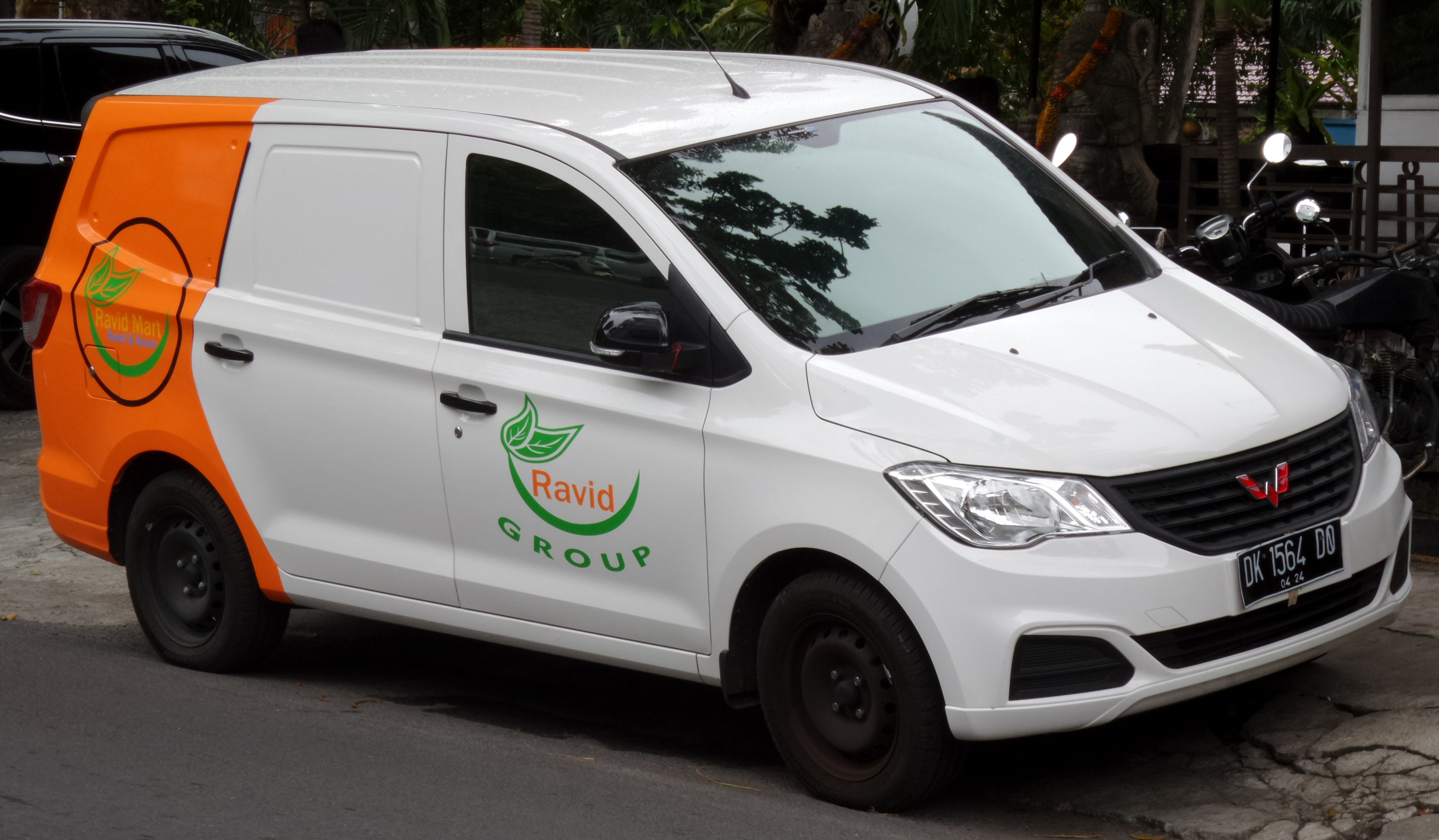
Wuling Formo

Wuling Confero został zaprezentowany po raz pierwszy w 2017 roku.
Tuż po wycofaniu pojazdu z rynku chińskiego, stał się on elementem oferty Wulinga w innym kraju, gdzie w międzyczasie rozpoczynał on działalność przy pomocy lokalnego oddziału. Samochód zadebiutował w sierpniu 2017 roku pod nazwą Wuling Confero. Równolegle zadebiutowała stylizowana na crossovera odmiana Wuling Confero S, zyskując drobne różnice wizualne w stylizacji pasa przedniego i kształcie reflektorów.
W listopadzie 2018 roku specjalnie dla rynku indonezyjskiego przedstawiono kolejny, trzeci już wariant Wulinga Confero. Przyjął on postać samochodu dostawczego w formie 5-drzwiowego furgona o nazwie Wuling Formo. W październiku 2021 roku ofertę wzbogacił kolejny wariant w postaci dostawczo-osobowego, budżetowego wariantu o nazwie Wuling Formo S, z kolei w styczniu 2023 firma z myślą o rynku indonezyjskim przedstawiła dwudrzwiowy wariant nadwoziowy w formie pickupa lub podwozia do zabudowy o nazwie Wuling Formo Max.

### Lifting
W czerwcu 2021 Wuling Confero przeszedł obszerną restylizację, w ramach której wygląd pasa przedniego został dostosowany do nowego języka stlylistycznego firmy reprezentowanego m.in. przez SUV-a Almaz. Pas przedni zyskał nowy, większy dolny wlot powietrza, ciemne wkłady relfektorów, a także agresywniej ukształtowany wlot powietrza z charakterystyczną, biegnącą przez całą szerokość chromowaną listwą, którą przerywa logo firmowe.

### Silniki
- R4 1.2l
- R4 1.5l